# Backlash 2000
Backlash 2000 è stata la prima edizione dell'omonimo pay-per-view. L'evento si è svolto il 30 aprile 2000 al MCI Center di Washington.

## Risultati
| # | Risultati                                                                                                 | Stipulazioni                                                        | Durata |
| - | --- | ------------------------------------------------------------------- | ------ |
| 1 | Edge e Christian (c) hanno sconfitto D-Generation X (Road Dogg e X-Pac) (con Tori)                        | Tag Team match per il WWF Tag Team Championship                     | 09:22  |
| 2 | Dean Malenko (c) ha sconfitto Scotty 2 Hotty                                                              | Single match per il WWF Light Heavyweight Championship              | 12:57  |
| 3 | Big Boss Man e Bull Buchanan hanno sconfitto The Acolytes (Bradshaw e Faarooq)                            | Tag Team match                                                      | 07:32  |
| 4 | Crash Holly (c) ha sconfitto Hardcore Holly, Jeff Hardy, Matt Hardy, Perry Saturn e Tazz                  | Hardcore match per il WWF Hardcore Championship                     | 12:16  |
| 5 | Big Show ha sconfitto Kurt Angle                                                                          | Single match                                                        | 02:35  |
| 6 | T&A (Test e Albert) (con Trish Stratus) hanno sconfitto The Dudley Boyz (Bubba Ray Dudley e D-Von Dudley) | Tag Team match                                                      | 11:07  |
| 7 | Eddie Guerrero (c) (con Chyna) ha sconfitto Essa Ríos (con Lita)                                          | Single match per il WWF European Championship                       | 08:37  |
| 8 | Chris Benoit (c) ha sconfitto Chris Jericho per squalifica                                                | Single match per il WWF Intercontinental Championship               | 15:09  |
| 9 | The Rock (con Steve Austin) ha sconfitto Triple H (c) (con Vince McMahon e Stephanie McMahon)             | Single match per il WWF Championship con Shane McMahon come arbitro | 19:23  |